# Biržai
Biržai es una ciudad de Lituania, capital del distrito-municipio homónimo en la provincia de Panevėžys. Dentro del distrito-municipio, constituye por sí sola una seniūnija urbana y es capital de la vecina seniūnija rural de Širvėna sin formar parte de la misma.
En 2011, la ciudad tenía una población de 12 465 habitantes.
Se conoce la existencia de la localidad desde 1455. Su desarrollo urbano comenzó en 1575, cuando se creó artificialmente aquí el lago Širvėna, el embalse más antiguo que se conserva en Lituania. En 1586 comenzó a construirse su castillo y en 1589 adoptó el Derecho de Magdeburgo. El asentamiento estuvo ligado a la familia noble Radziwiłł pero, tras perder el estatus urbano en las Particiones de Polonia de finales del siglo XVIII y pasar a pertenecer al Imperio ruso, en 1811 fue vendido a la familia noble Tyszkiewicz, que a mediados del siglo XIX construyó aquí el palacio de Astravas, notable ejemplo de arquitectura neoclásica construido junto al lago. Fue un importante shtetl que llegó a la primera mitad del siglo XX con los judíos formando casi la mitad de la población, pero en 1941 la Gestapo asesinó a prácticamente todos los dos mil judíos de la ciudad, fusilándolos a todos en un solo día en un bosque cercano. La RSS de Lituania devolvió a Biržai el estatus de ciudad en 1946.
Se ubica unos 50 km al noreste de Panevėžys, cerca de la frontera con Letonia.

## Clima
| Parámetros climáticos promedio de Biržai | Parámetros climáticos promedio de Biržai | Parámetros climáticos promedio de Biržai | Parámetros climáticos promedio de Biržai | Parámetros climáticos promedio de Biržai | Parámetros climáticos promedio de Biržai | Parámetros climáticos promedio de Biržai | Parámetros climáticos promedio de Biržai | Parámetros climáticos promedio de Biržai | Parámetros climáticos promedio de Biržai | Parámetros climáticos promedio de Biržai | Parámetros climáticos promedio de Biržai | Parámetros climáticos promedio de Biržai | Parámetros climáticos promedio de Biržai |
| Mes                                      | Ene.                                     | Feb.                                     | Mar.                                     | Abr.                                     | May.                                     | Jun.                                     | Jul.                                     | Ago.                                     | Sep.                                     | Oct.                                     | Nov.                                     | Dic.                                     | Anual                                    |
| ---------------------------------------- | ---------------------------------------- | ---------------------------------------- | ---------------------------------------- | ---------------------------------------- | ---------------------------------------- | ---------------------------------------- | ---------------------------------------- | ---------------------------------------- | ---------------------------------------- | ---------------------------------------- | ---------------------------------------- | ---------------------------------------- | ---------------------------------------- |
| Temp. máx. abs. (°C)                     | 8.4                                      | 13.0                                     | 18.8                                     | 26.1                                     | 30.7                                     | 33.3                                     | 33.7                                     | 33.3                                     | 28.9                                     | 22.7                                     | 16.2                                     | 10.5                                     | 33.7                                     |
| Temp. máx. media (°C)                    | -3.1                                     | -2.2                                     | 2.5                                      | 10.1                                     | 17.6                                     | 21.0                                     | 22.0                                     | 21.3                                     | 16.2                                     | 10.2                                     | 3.6                                      | -0.8                                     | 9.9                                      |
| Temp. media (°C)                         | -5.7                                     | -5.2                                     | -1.2                                     | 5.5                                      | 12.1                                     | 15.7                                     | 16.7                                     | 15.9                                     | 11.4                                     | 6.7                                      | 1.5                                      | -3.2                                     | 5.9                                      |
| Temp. mín. media (°C)                    | -8.6                                     | -8.4                                     | -4.4                                     | 1.7                                      | 6.7                                      | 10.3                                     | 11.8                                     | 11.0                                     | 7.4                                      | 3.4                                      | -0.9                                     | -5.9                                     | 2.0                                      |
| Temp. mín. abs. (°C)                     | -35.1                                    | -35.5                                    | -29.5                                    | -16.7                                    | -4.1                                     | 0.1                                      | 3.5                                      | 0.4                                      | -5.3                                     | -10.8                                    | -20.4                                    | -31.4                                    | -35.5                                    |
| Precipitación total (mm)                 | 32                                       | 24                                       | 34                                       | 40                                       | 52                                       | 58                                       | 77                                       | 71                                       | 64                                       | 55                                       | 52                                       | 46                                       | 605                                      |
| Fuente: NOAA                             |                                          |                                          |                                          |                                          |                                          |                                          |                                          |                                          |                                          |                                          |                                          |                                          |                                          |